# Normandykes

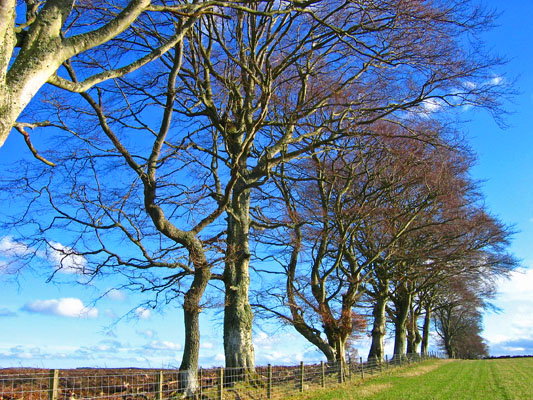
Standort des römischen Marschlagers von Normandykes

Normandykes ist der Ort eines römischen Marschlagers eine Meile südwestlich von Peterculter, einem Vorort von Aberdeen, in Schottland. Die Anlage ist als Scheduled Monument klassifiziert.
Das Lager liegt etwa sechs Meilen oder weniger als einen halben Tagesmarsch nördlich des Raedykes-Lagers. Es ist denkbar, dass die heutige Strecke von einem Tagesmarsch gewählt wurde, um Red Moss, ein praktisch unpassierbares Moor nahe dem heutigen Netherley, zu umgehen. Das fast rechteckige Lager misst circa 860 × 510 Meter und bedeckt rund 430 Hektar des Gipfels und die östlichen Hänge eines Hügels nahe dem Dee und der B9077 weiter südlich.
In  Normandykes wurde 1935 von Richmond und MacIntyre ausgegraben; von der Konstruktion her nimmt man an, dass sie aus der Zeit der Adoptivkaiser oder der Severer stammt. Luftbildfotografien von Normandykes wurden zwischen 1947 und 1976 angefertigt.